# Jean Rédreau
Jean Rédreau, né à Chartres le 7 mai 1916 et mort dans la même ville le 6 octobre 1987, est un architecte français.

## Principales réalisations
- Église Saint-Lazare de Lèves (1952-1957), avec le sculpteur Jean Lambert-Rucki,  Inscrit MH (2002)[2] ;
- Église Saint-Jean-Baptiste de Rechèvres à Chartres (1959-1962), avec Stéphane du Château (ingénieur) et Max Ingrand (peintre-verrier),  Inscrit MH (2002)[3] ;
- Piscine de Chartres (1960-1962) ;
- Église Sainte-Marie-Madeleine de Chartres (1975).

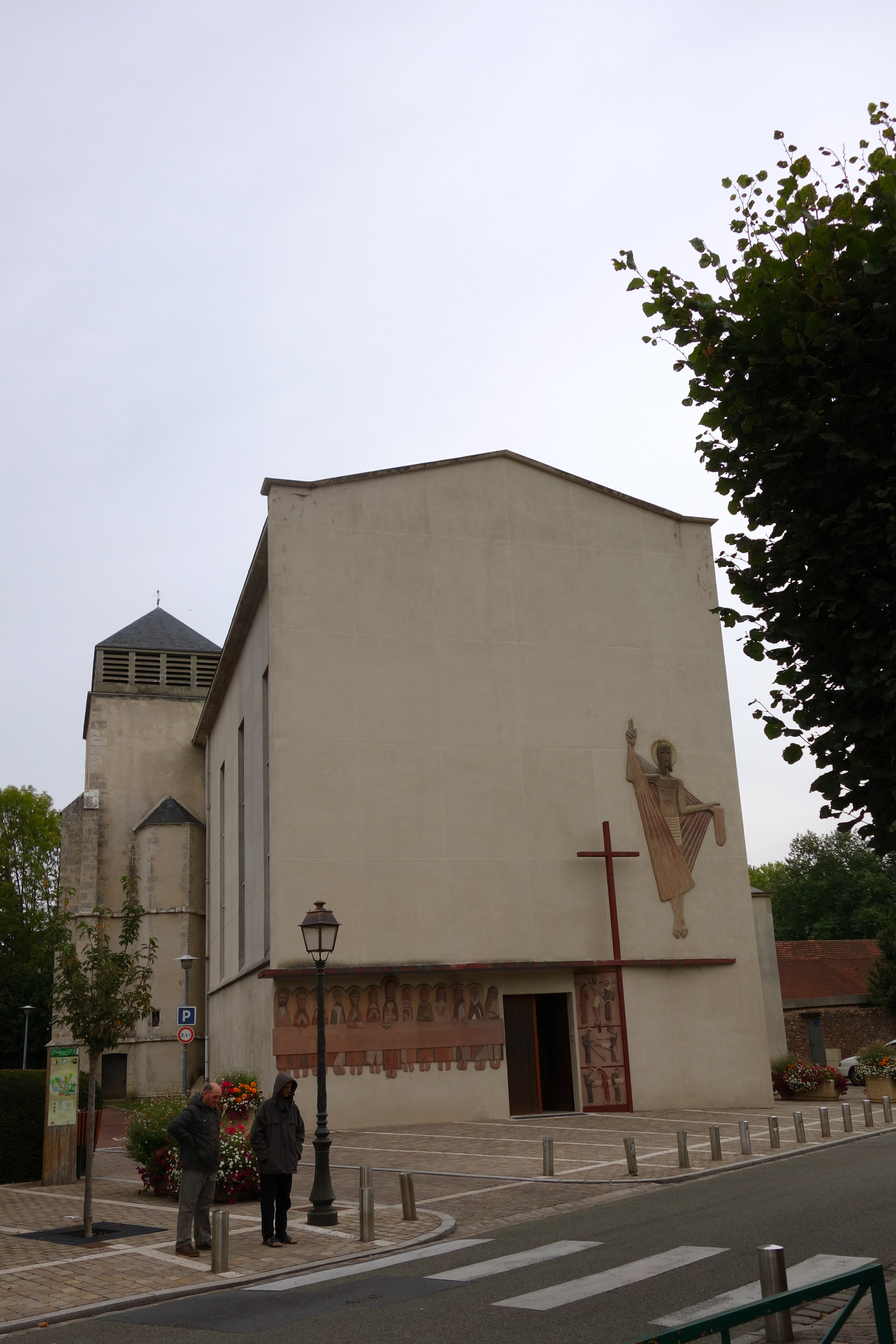
Église Saint-Lazare de Lèves.
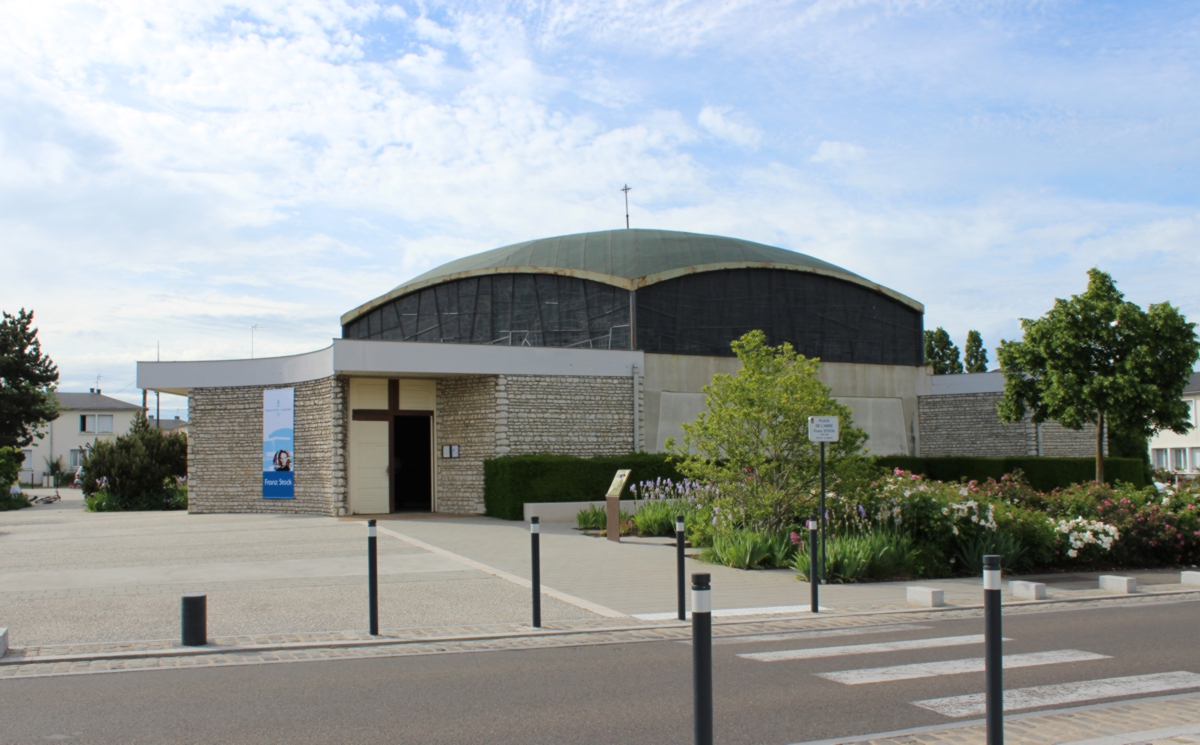
Église Saint-Jean-Baptiste de Rechèvres à Chartres.